# 대체 산화효소

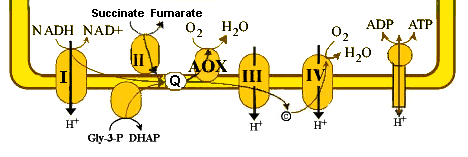
완전한 전자전달계의 일부로 표시된 대체 산화효소. UQ는 유비퀴놀/유비퀴논, C는 사이토크롬 c, AOX는 대체 산화효소이다.

대체 산화효소(代替酸化酵素, 영어: alternative oxidase, AOX)는 다양한 생물의 미토콘드리아에서 전자전달계의 일부를 형성하는 효소이다. 미토콘드리아 산화효소 및 관련 색소체 말단 산화효소와 상동성인 단백질도 세균의 게놈에서 확인되었다.
대체 산화효소는 전자가 전자전달계를 통해 산소를 환원시키는 대체 경로를 제공한다. 그러나 이러한 대체 경로에서 여러 양성자 펌핑 단계가 우회됨에 따라 대체 산화효소의 활성화는 ATP의 생성을 감소시킨다. 대체 산화효소는 사이안화물 독소에 의한 저해에 내성이 있기 때문에 사이토크롬 c 산화효소와는 다른 산화효소 경로로 처음으로 확인되었다.

## 기능

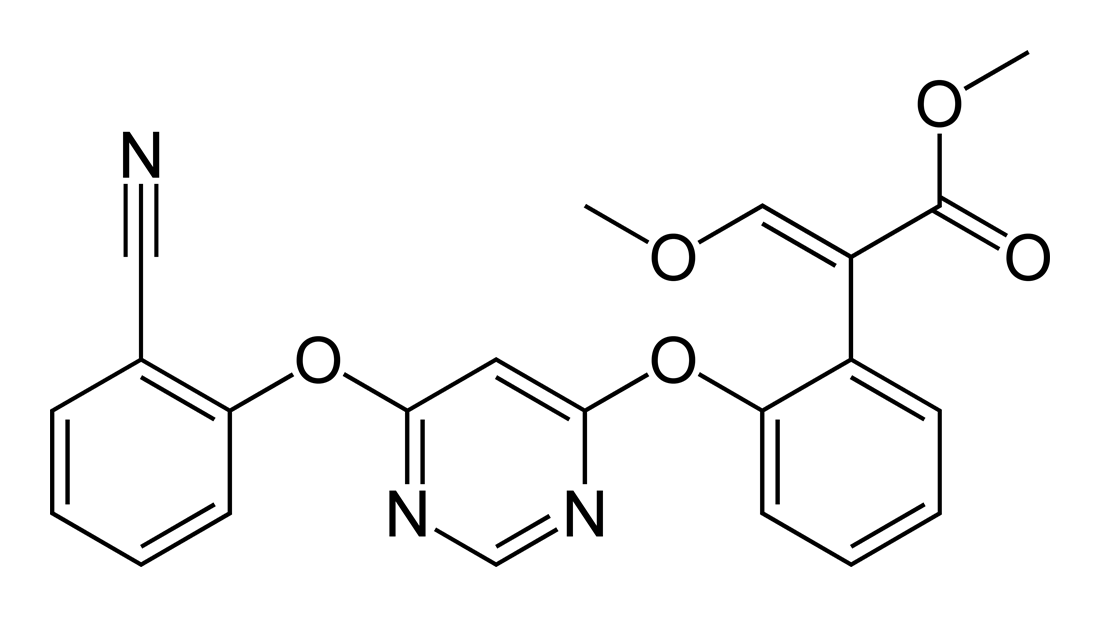
살진균제인 아족시스트로빈의 구조

대체 산화효소로 이어지는 이 대사 경로는 유비퀴논 풀에서 사이토크롬 연결 전자전달계로부터 분기된다. 대체 경로에 의한 호흡은 복합체 I(NADH:유비퀴논 산화환원효소)에서만 양성자를 펌핑하기 때문에 전체 경로보다 ATP의 수율이 낮다. 대체 산화효소의 유전자 AOX의 발현은 감기, 활성 산소 및 병원체에 의한 감염과 같은 스트레스 뿐만 아니라 세포 호흡에서 사이토크롬 경로를 통한 전자의 흐름을 감소시키는 기타 요인들의 영향을 받는다. 이러한 대체 산화효소의 활성이 제공하는 이점은 아직 불확실하지만 상류의 전자전달 구성 요소들의 산화 상태를 유지함으로써 이러한 스트레스에 저항하는 생물체의 능력을 향상시켜 과잉 환원된 전자 운반체에 의해 유도되는 산화 스트레스의 수준을 감소시킬 수 있다.
비정상적으로 아프리카 수면병의 원인인 원생동물 기생충인 트라파노소마 브루세이(Trypanosoma brucei)의 혈류 형태는 세포 호흡에서 전자전달계를 통한 대체 산화효소 경로에 전적으로 의존한다. 기생충과 숙주인 사람 사이의 이러한 대사적 차이는 트리파토소마 브루세이의 대체 산화효소를 약물 설계의 매력적인 표적으로 만들었다. 대체 산화효소의 알려진 저해제 중 항생제 아스코푸라논은 트리파노소마 브루세이의 효소를 저해하고 쥐의 감염을 치료한다.
균류에서 전자전달계의 일부를 저해하는 대체 산화효소의 능력은 살진균제 내성에 기여할 수 있다. 이것은 아족시스트로빈, 피콕시스트로빈 및 플루옥사스트로빈과 같은 복합체 III를 표적으로 하는 스트로빌루린 살진균제에서 볼 수 있다. 그러나 대체 경로가 더 적은 ATP를 생성하더라도 이러한 살진균제는 에너지 집약적 과정인 포자 발아를 방지하는 데 여전히 효과적이다.

## 구조 및 메커니즘
대체 산화효소는 미토콘드리아 내막의 기질 쪽에 단단히 결합된 내재성 단일체 단백질이다. 이 효소는 제안된 철 리간드, 4개의 글루탐산 및 2개의 히스티딘 잔기로 구성된 보존된 서열 모티프에 기초하여 결합된 이중철 중심을 함유하고 있을 것으로 예측되었다. 애기장대(Arabidopsis thaliana)의 대체 산화효소 AOX1a의 전자 스핀 공명 연구는 효소가 수산화 가교된 혼합 원자가(valent) Fe(II)/Fe(III) 이핵철 중심을 포함하는 것으로 나타났다. 이 이중 철 중심과 적어도 하나의 일시적인 단백질 유래 자유 라디칼을 포함하는 촉매 순환이 제안되었으며, 이는 아마도 티로신 잔기에서 형성되었을 것이다.

## 같이 보기
- 색소체 말단 산화효소
- 금속단백질
- 생물무기화학
- 보조 인자
- 산화환원효소
- 산화효소